# Esperantina (Piauí)
Esperantina é um município brasileiro no norte do estado do Piauí.

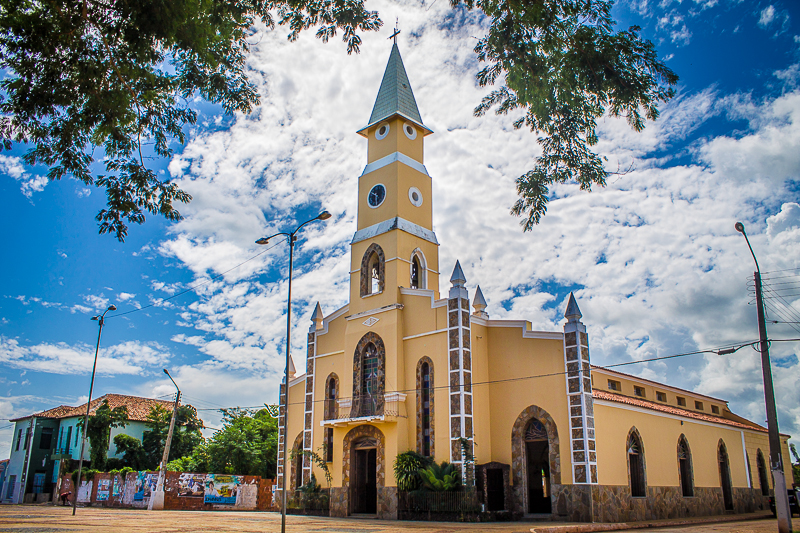
Igreja da Paróquia de Nossa Senhora da Boa Esperança.

## Geografia

### Clima
Estando a uma altitude média de 59 metros acima do nível do mar, Esperantina apresenta um clima tropical megatérmico, com temperaturas elevadas durante todo o ano. O índice pluviométrico é de aproximadamente 1 450 mm/ano, a maior parte entre janeiro e maio. O tempo de insolação chega a 3 000 horas anuais.
Segundo dados do Instituto Nacional de Meteorologia (INMET), registrados na estação convencional do município entre janeiro de 1979 e fevereiro de 2017, a menor temperatura registrada em Esperantina foi de 16,2 °C em 28 de julho de 1981, e a maior atingiu 42,5 °C em 10 de outubro de 2016, superando os 41,4 °C registrados em 24 de outubro de 2012 e 2 de dezembro de 2015. O maior acumulado de precipitação em 24 horas foi de 165,4 milímetros (mm) em 6 de abril de 2000. Outros grandes acumulados superiores a 100 mm foram 148,6 mm em 24 de janeiro de 2011, 129,4 mm em 15 de março de 1999, 122,2 mm em 31 de março de 2008, 120,6 mm em 19 de março de 2005, 116,8 mm em 26 de janeiro de 1981, 110,2 mm em 28 de abril de 2003 e 105,8 mm em 4 de março de 1982.
| Dados climatológicos para Esperantina                                                                                                 | Dados climatológicos para Esperantina | Dados climatológicos para Esperantina | Dados climatológicos para Esperantina | Dados climatológicos para Esperantina | Dados climatológicos para Esperantina | Dados climatológicos para Esperantina | Dados climatológicos para Esperantina | Dados climatológicos para Esperantina | Dados climatológicos para Esperantina | Dados climatológicos para Esperantina | Dados climatológicos para Esperantina | Dados climatológicos para Esperantina | Dados climatológicos para Esperantina |
| Mês | Jan                                   | Fev                                   | Mar                                   | Abr                                   | Mai                                   | Jun                                   | Jul                                   | Ago                                   | Set                                   | Out                                   | Nov                                   | Dez                                   | Ano                                   |
| --- | ------------------------------------- | ------------------------------------- | ------------------------------------- | ------------------------------------- | ------------------------------------- | ------------------------------------- | ------------------------------------- | ------------------------------------- | ------------------------------------- | ------------------------------------- | ------------------------------------- | ------------------------------------- | ------------------------------------- |
| Temperatura máxima recorde (°C) | 39,6                                  | 37,8                                  | 39,5                                  | 38,4                                  | 36                                    | 36,4                                  | 38,6                                  | 39                                    | 41                                    | 42,5                                  | 41,2                                  | 41,4                                  | 42,5                                  |
| Temperatura máxima média (°C) | 33,3                                  | 32,1                                  | 31,7                                  | 31,4                                  | 31,7                                  | 32,1                                  | 33,2                                  | 35                                    | 36,7                                  | 37,3                                  | 37                                    | 35,8                                  | 33,9                                  |
| Temperatura média compensada (°C) | 27,1                                  | 26,4                                  | 26,3                                  | 26,3                                  | 26,4                                  | 26,4                                  | 26,6                                  | 27,4                                  | 28,2                                  | 28,6                                  | 28,8                                  | 28,3                                  | 27,2                                  |
| Temperatura mínima média (°C) | 22                                    | 21,9                                  | 22                                    | 22                                    | 22,1                                  | 21,6                                  | 21,4                                  | 21,3                                  | 21,6                                  | 22,1                                  | 22,2                                  | 22,3                                  | 21,9                                  |
| Temperatura mínima recorde (°C) | 18                                    | 19,2                                  | 19                                    | 19,2                                  | 19                                    | 18                                    | 16,2                                  | 16,5                                  | 18,4                                  | 18,5                                  | 19                                    | 19                                    | 16,2                                  |
| Precipitação (mm) | 169,2                                 | 222,7                                 | 310,6                                 | 312                                   | 192,4                                 | 68,6                                  | 27,2                                  | 13,2                                  | 10                                    | 15,9                                  | 31,7                                  | 78,8                                  | 1 452,3                               |
| Dias com precipitação (≥ 1 mm) | 12                                    | 14                                    | 19                                    | 19                                    | 13                                    | 6                                     | 4                                     | 1                                     | 2                                     | 2                                     | 3                                     | 6                                     | 101                                   |
| Umidade relativa compensada (%) | 77,6                                  | 81,9                                  | 83,4                                  | 83,8                                  | 83,6                                  | 81                                    | 79                                    | 73,1                                  | 69,5                                  | 67,9                                  | 67,3                                  | 69,7                                  | 76,5                                  |
| Insolação (h) | 207,7                                 | 192,8                                 | 206                                   | 199                                   | 233,6                                 | 252                                   | 285,3                                 | 303,8                                 | 298,8                                 | 305,7                                 | 271,9                                 | 246,1                                 | 3 002,7                               |
| Fonte: Instituto Nacional de Meteorologia (INMET) (normal climatológica de 1981-2010; recordes de temperatura: 01/01/1979-28/02/2017) |                                       |                                       |                                       |                                       |                                       |                                       |                                       |                                       |                                       |                                       |                                       |                                       |                                       |

## Política
A administração municipal se dá pelos Poderes Executivo e Legislativo. A representante do Poder Executivo de Esperantina eleita nas eleições municipais em 2024 foi Ivanária Sampaio, do Movimento Democrático Brasileiro (MDB), que conquistou um total de 21 182 votos (86,35% dos votos válidos), tendo Sampaio Júnior como vice-prefeito.
O Poder Legislativo, por sua vez, é constituído pela câmara, composta por 13 vereadores eleitos para mandatos de quatro anos (em observância ao disposto no artigo 29 da Constituição). Cabe à casa elaborar e votar leis fundamentais à administração e ao Executivo, especialmente o orçamento participativo (Lei de Diretrizes Orçamentárias).